# Bella Dorita
María Yáñez García, coneguda amb el nom artístic de Bella Dorita (Cuevas del Almanzora, 23 de febrer 1901 - Barcelona, 27 de juny 2001) va ser una vedet catalana d'origen andalús que començà a treballar en el món de l'espectacle a 17 anys. El nom artístic de "Dorita" l'hi posà per una amiga francesa que s'anomenava Dorée i "bella" perquè així l'anomenava l'empresari de l'Apol·lo. És considerada un de les artistes històriques més emblemàtiques del Paral·lel barceloní.
Va emigrar amb la seva família (mare, avi, oncle i sis germans), a només dotze anys, per culpa de la penúria econòmica provocada pel tancament de les mines de plom i plata a la seva terra natal. Van establir-se a Barcelona, on va treballar en una fàbrica de joguines i en un taller de brodats. Als quinze anys va fugir amb el que seria el seu primer marit (i també el seu matrimoni més breu) i al Royal Cabaret, un cafè-concert del Paral·lel, va començar la seva carrera artística com a tanguista als 17 anys.
Després va treballar al music-hall Pompeya i a l'Apolo, on va guanyar un concurs de bellesa i va popularitzar els cuplets frívols, ja amb el nom artístic de Bella Dorita. L'any 1923 va començar a treballar a El Molino i va consolidar la seva popularitat, amb cançons com «La pulga», «La vaselina» o «Fumando espero...» i amb el seu estil, basat en la provocació, les insinuacions picants i els dobles sentits, que la censura intentà controlar. Va interrompre la seva carrera en casar-se per segona vegada. Però quan el seu marit va ser cridat al front, va tornar a treballar (el seu marit moriria en un camp de concentració l'any 1939). Durant els anys quaranta i cinquanta es consolida com la reina del Paral·lel, i col·labora amb Alady, José Sazatornil i Mary Santpere en espectacles de revista. Amb el seu tercer marit va comprar i dirigir el tablao flamenc Bodega del Toro entre 1956 i 1975.
Va ser vedet del Folies Bergère de París, cosa que tan sols ha aconseguit una altra espanyola, Norma Duval.
Es va retirar de l'escena l'any 1965 amb Historias del Paralelo, dient que estava cansada de lluitar contra la censura; va ser estrenat al teatre Victòria de Barcelona. El 1991 se li va retre un homenatge a El Molino, amb motiu del seu 90è aniversari, i des d'aleshores cada aniversari es feia una festa. Quan complí cent anys el 23 de febrer de 2001, va rebre un homenatge especial en què va confessar amb humor que encara no s'havia enamorat. El mateix any, va rebre la Medalla al Mèrit Artístic de la Ciutat de Barcelona. Està enterrada al cementiri de Collserola.
L'any 1986 Maria Yánez va obtenir el Premi FAD Sebastià Gasch d'honor, en representació al món del Paral·lel.
A Cuevas del Almanzora hi ha un edifici que duu el nom de Bella Dorita.

## Trajectòria professional
- 1952. Quina nit!. Teatre Romea de Barcelona.
- 1953. Diviértase conmigo, amb Alady. Teatre Romea de Barcelona.
- 1954. Viudos de verano, amb Alady. Teatre Còmic de Barcelona.
- 1955. La núvia ha perdut el ram de Salvador Bonavia. Estrenada al Teatre Romea de Barcelona.
- 1955. Noi o noia? de Salvador Bonavia. Estrenada al Teatre Talia de Barcelona
- 1958. Rita Hilton, hotel de lujo. Estrenada al Teatre Talia de Barcelona.
- 1964. Historias del Paralelo. Teatre Victòria de Barcelona.
- 1964. Los verdes. Teatre Victòria de Barcelona. Amb Escamillo i Carmen de Lirio.